# Marcus Baumann

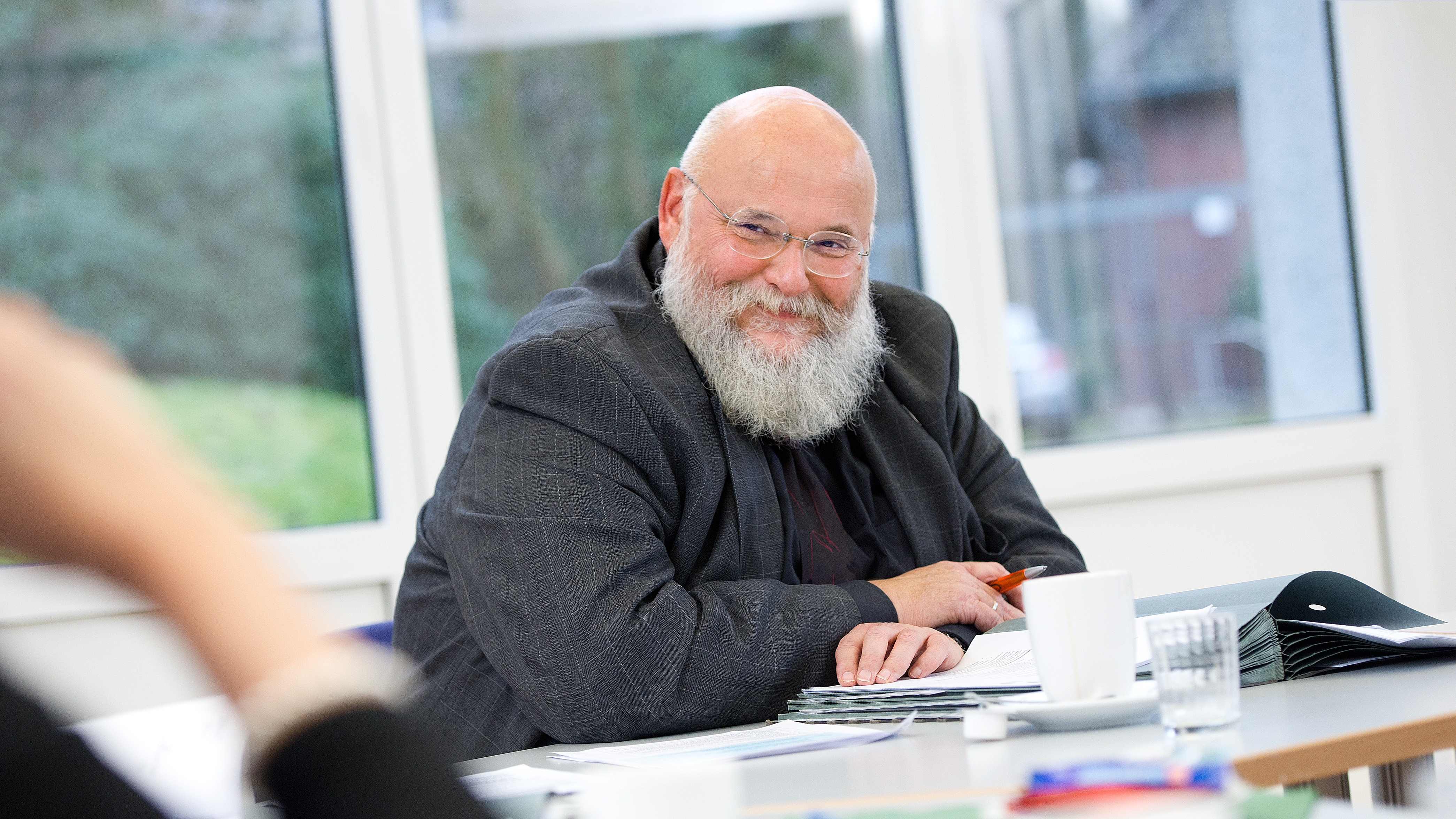
Marcus Baumann, ehemaliger Rektor der FH Aachen

Marcus Baumann (* 1955 in Münster) ist Biologe; er war Professor für Biotechnologie, Forscher und Rektor der FH Aachen.

## Leben
Marcus Baumann studierte und promovierte 1975 bis 1990 in Biologie an der RWTH Aachen. 1984 bis 1995 arbeitete er als wissenschaftlicher Angestellter in der Abteilung für Systematik und Geobotanik im Institut für Biologie der RWTH Aachen, am Alfred-Wegener Institut für Polar- und Meeresforschung in Bremerhaven und an der Universität Carl von Ossietzky in Oldenburg sowie als Gastwissenschaftler an der flämischen Freien Universität Brüssel (V.U.B.) und tätigte in dieser Zeit mehrere mehrmonatige Reisen in die Antarktis  und in die Arktis.  
Anschließend war Marcus Baumann 1996 bis 2002 Leiter des Aachener Umweltamtes. Seit 2002 war Baumann Professor für Biotechnologie mit Schwerpunkt der Umweltbiotechnologie an der FH Aachen am Campus Jülich. Die Studenten der FH Aachen wählten Marcus Baumann 2005 zum besten Lehrenden der FH. 2009 wurde Baumann für eine sechsjährige Amtszeit zum Rektor der FH Aachen gewählt. Die Amtszeit wurde 2015 um weitere sechs Jahre verlängert. Im November 2016 wählte die Landesrektorenkonferenz der Fachhochschulen NRW ihn als neuen Vorsitzenden für eine Amtszeit von zwei Jahren. Darüber hinaus war er von 2016 bis Ende 2017 Sprecher der Hochschulallianz für Angewandte Wissenschaften (HAWtech). Im August 2021 ging Marcus Baumann in den Ruhestand.
Baumann sprach sich mehrfach für eine Verstärkung und verstärkte Förderung der anwendungsorientierten Forschung an Fachhochschulen aus, um einen Transfer der Erkenntnisse der universitären Grundlagenforschung zur Dienstleistungs- und Produktentwicklung zu ermöglichen.
Marcus Baumann ist verheiratet und hat zwei Kinder.